# Morgantown (Kentucky)
Morgantown is een plaats (city) in de Amerikaanse staat Kentucky, en valt bestuurlijk gezien onder Butler County.

## Demografie
Bij de volkstelling in 2000 werd het aantal inwoners vastgesteld op 2544.
In 2006 is het aantal inwoners door het United States Census Bureau geschat op 2538, een daling van 6 (-0,2%).

## Geografie
Volgens het United States Census Bureau beslaat de plaats een oppervlakte van
8,7 km², geheel bestaande uit land. Morgantown ligt op ongeveer 183 m boven zeeniveau.

## Plaatsen in de nabije omgeving
De onderstaande figuur toont nabijgelegen plaatsen in een straal van 32 km rond Morgantown.